# أحمد المطيري
أحمد المطيري، من مواليد 13 فبراير 1974، لاعب كرة قدم كويتي سابق.
و قد كان يلعب مع نادي النصر الكويتي، وفي عام 1995 انتقل إلى نادي كاظمة، وهو يلعب معهم حتى الآن.
و قد كان مع منتخب الكويت لكرة القدم في كأس الخليج 1998.